# Ide (nymf)
Idê, även kallad Ida, var en nymf i den grekiska mytologin. Hon bodde på berget Ida på Kreta och var dotter till Melisseus.
Tillsammans med nymfen Adrasteia blev hon av titanen Rhea anförtrodd att ta hand om hennes son, guden Zeus, som spädbarn. De två nymferna beordrades att gömma undan barnet i den avskilda grottan Diktaion, så att hans kannibaliske far Kronos inte skulle hitta och äta upp honom.
De gav Zeus honung och getmjölk från geten Amaltheia. Som tack för deras tjänster flyttade Zeus upp Adrasteia och Idê till himlavalvet och förvandlade dem till två stjärnor i stjärnbilderna Stora och Lilla Björn. Även geten Amaltheia fick bli en stjärna på himlavalvet.